# Kleindingharting
Kleindingharting ist ein Ortsteil der Gemeinde Straßlach-Dingharting im oberbayerischen Landkreis München.

## Geographie
Das Kirchdorf liegt auf freier Flur im Südwesten des Gemeindegebietes und ist über Gemeindestraßen von der Staatsstraße 2072 aus zu erreichen.
Im Südosten liegt der See Deininger Weiher mit Biotopen.

## Geschichte
Am 1. Mai 1978 wurden die bis dahin selbstständigen Gemeinden Dingharting (mit Großdingharting, Kleindingharting und diversen kleineren Ortsteilen) und Straßlach zur neuen Gemeinde Straßlach (ab 1989 Straßlach-Dingharting) zusammengeschlossen.
In Kleindingharting liegt als höchster Punkt der Umgebung die Ludwigshöhe (690 m über NN), die nach König Ludwig benannt wurde. Dieser wollte kurz vor seinem Tod eine Sommerresidenz auf der Anhöhe bauen. Die Allee dazu wurde bereits angelegt, zum Bau des Schlosses ist es nie gekommen.

## Baudenkmäler
- Katholische Filialkirche St. Anna